# لازاروس پاپادوپولوس
لازاروس پاپادوپولوس (انگلیسی: Lazaros Papadopoulos؛ زادهٔ ۳ ژوئن ۱۹۸۰) بازیکن بسکتبال اهل یونان است.

## حرفه
از باشگاه‌هایی که در آن بازی کرده‌است می‌توان به باشگاه بسکتبال رئال مادرید، باشگاه بسکتبال المپیاکوس، و باشگاه بسکتبال پاناتینایکوس اشاره کرد.
وی در مسابقات کشوری و بین‌المللی در مجموع برندهٔ ۱ مدال طلا، ۱ مدال نقره، ۱ مدال برنز شده‌است.